# Birrahgnooloo
Dans la mythologie aborigène australienne (et plus spécifiquement chez les aborigènes Kamilaroi), Birrahgnooloo est une déesse de la fertilité qui pouvait envoyer beaucoup d'eau si on lui demandait correctement. 
Elle est une des deux femmes de Baiame et la mère de Daramulum.